# Artemisia annua
Artemisia annua es una especie de la familia Asteraceae llamada comúnmente ajenjo dulce, o ajenjo chino (en chino, 青蒿; pinyin, qīnghāo). Es nativa del Asia templada, y se distribuye ampliamente por muchos países incluida Europa central y meridional. También se encuentra naturalizada en Canadá y Estados Unidos.
Vegeta en diferentes hábitats, desde márgenes boscosos, laderas semidesérticas, terrenos salinos, rocosos, tierras baldías. A altitudes entre los 2000 - 3700 m s. n. m.

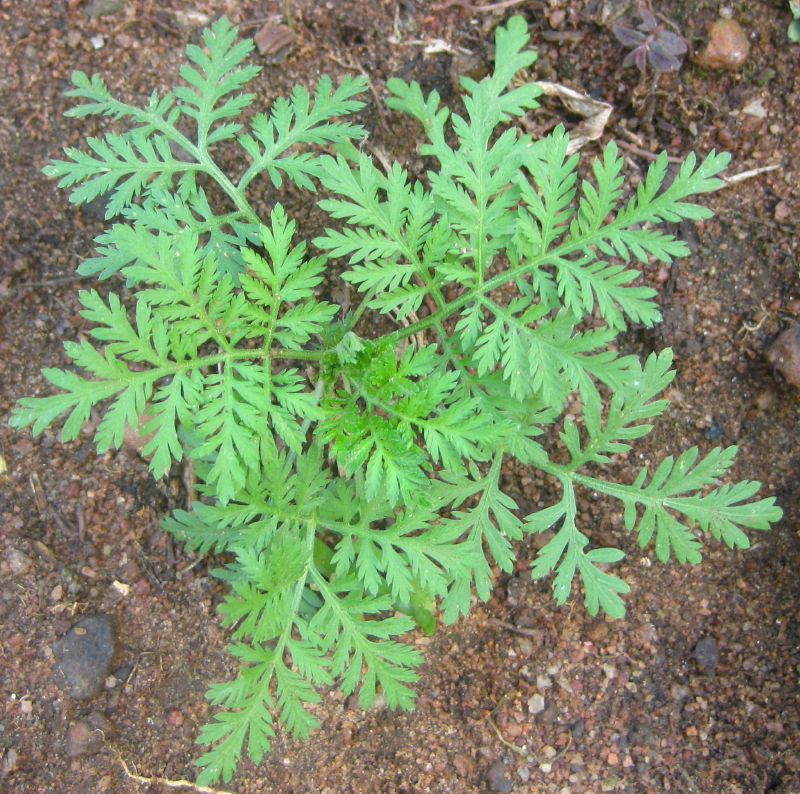
Detalle de las hojas

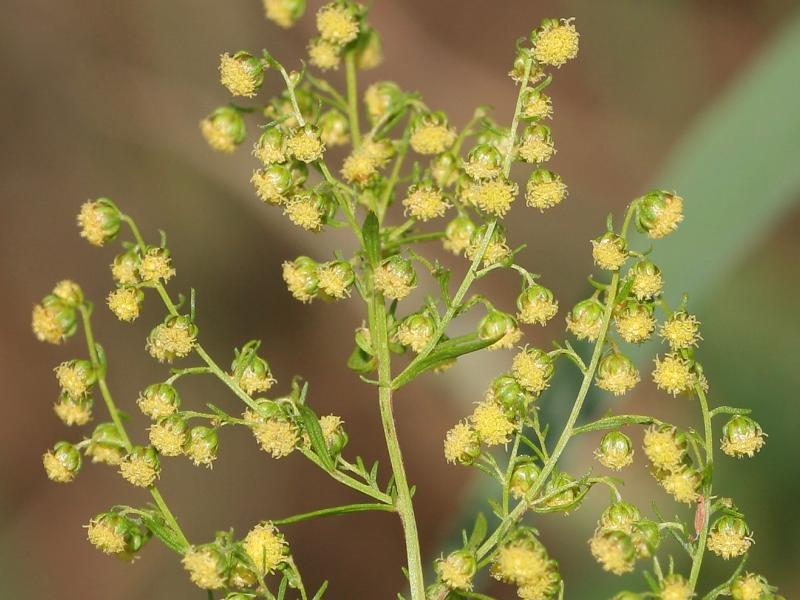
Inflorescencias

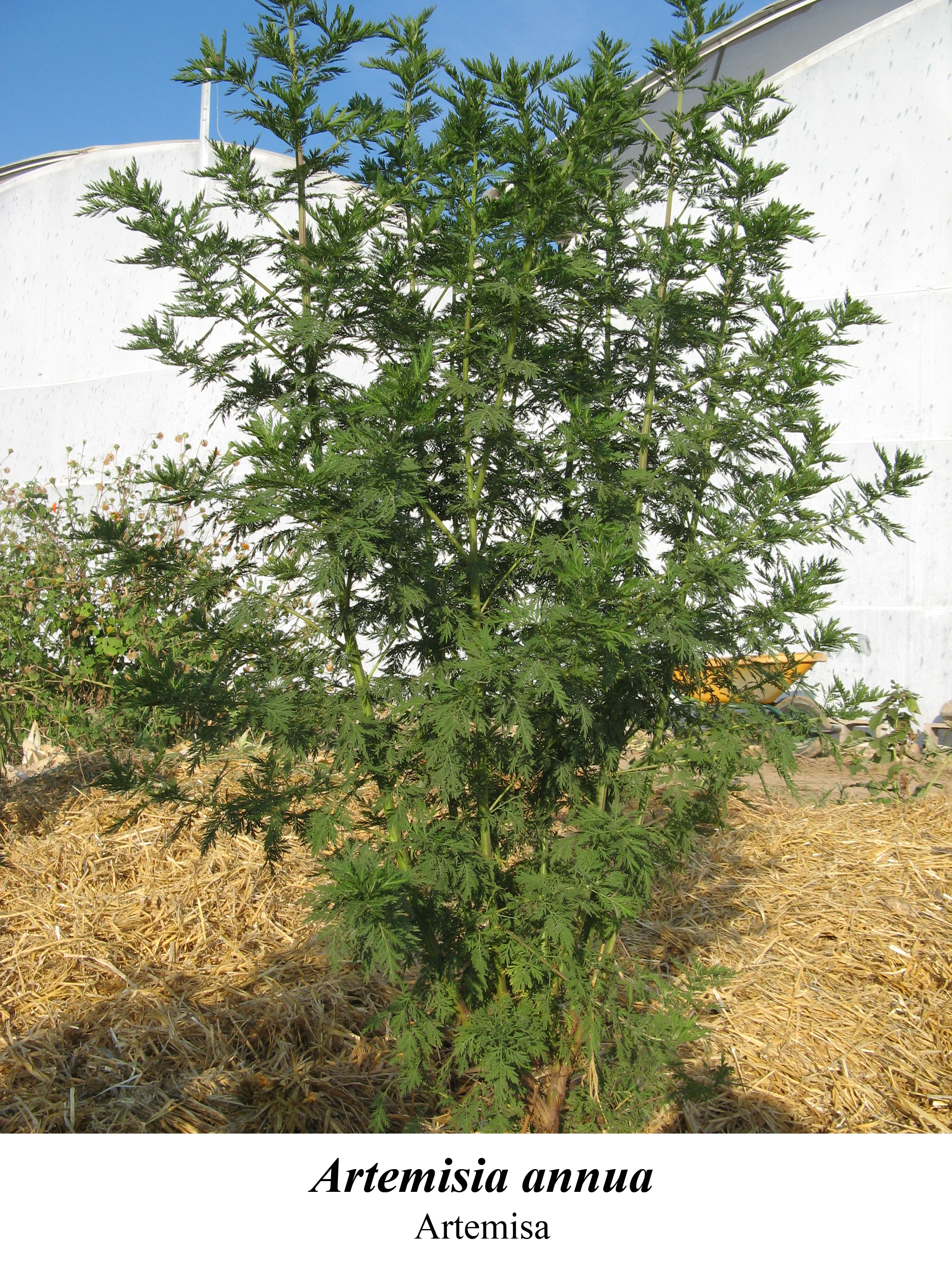
Vista de la planta

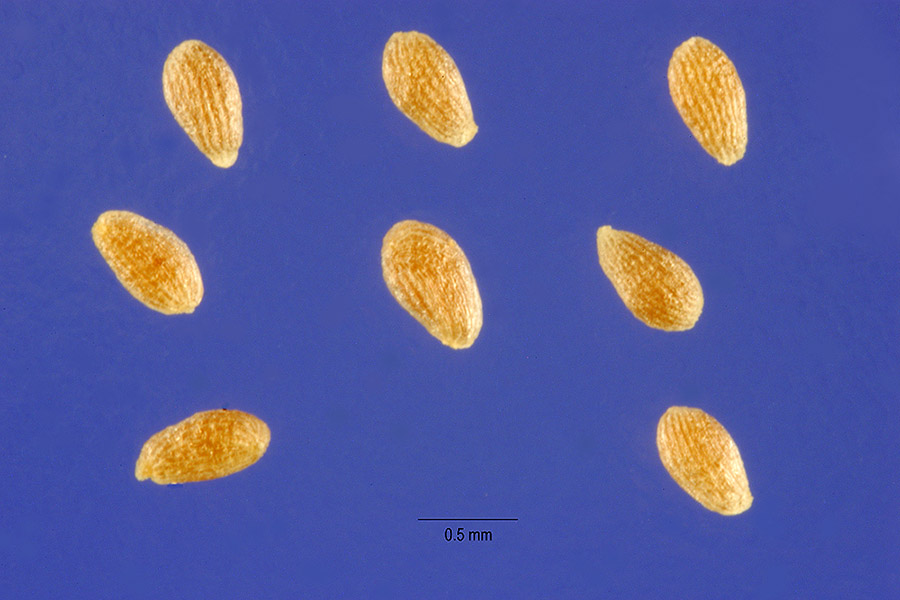
Semillas

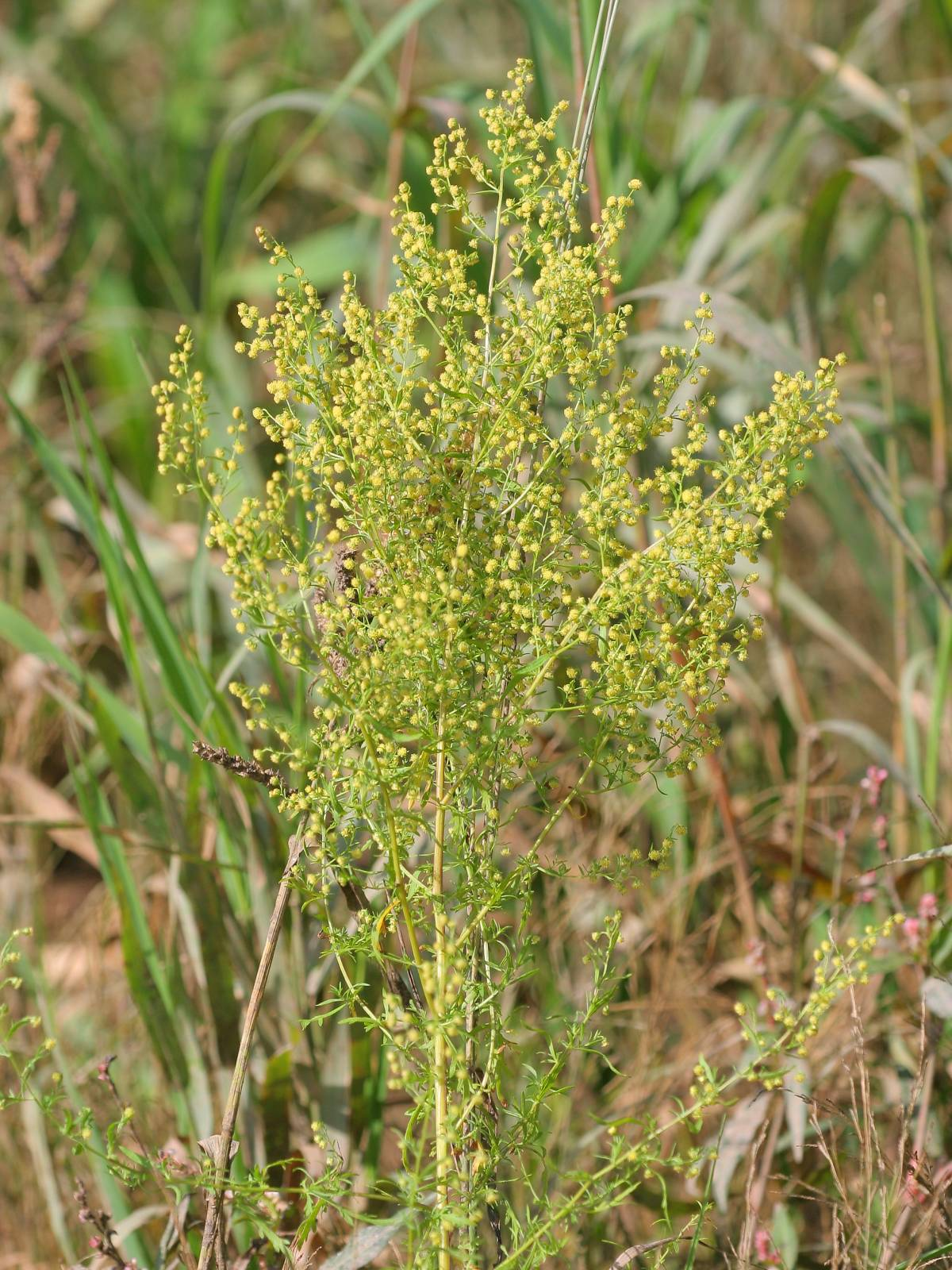
Vista de la planta

## Descripción
Planta herbácea anual de porte erecto y normalmente de tallo único o poco ramificada; alcanza una altura de entre 70 a 160 cm (-200); su desarrollo depende de la riqueza en nutrientes del substrato. Las hojas inferiores son alternas, ovadas o triangulares y pinatipartidas, de 2,5 a 5 cm de longitud; las hojas medias son pecioladas, pinatisectas y con lóbulos muy cerrados; las superiores y las brácteas terminales son pinatipartidas. Todas poseen glándulas que desprenden una esencia alcanforada. 
 La inflorescencia forma panículos compuestos, con flores que se agrupan en capítulos de 2-3 mm de diámetro de color amarillo. Es una planta de polinización cruzada, mediante el viento e insectos.
Es una especie diploide, con número de cromosomas 2n = 36 (o 2n=18).

## Propiedades
Se usa tradicionalmente en la Medicina tradicional china para tratar la fiebre, siendo redescubierta en 1970 cuando se encontró el Manual Chino de Prescripciones para Tratamientos de Emergencia (340 a. C.). En 1971, los científicos demostraron que los extractos de la planta tenían actividad antimalárica en modelos de primates, y en 1972, el ingrediente activo, la artemisinina (anteriormente conocido como arteannuin), fue aislado y su estructura química descrita. La artemisinina puede ser extraída por medio de un disolvente de bajo punto de ebullición, como el éter etílico, y se encuentra en los tricomas glandulares de las hojas, tallos e inflorescencias, y se concentra en las partes superiores de la planta donde se produce el nuevo crecimiento.
Tratamiento de la malaria
La investigación para desarrollar fármacos antipalúdicos condujo al descubrimiento de la artemisinina , que se extrae de Artemisia annua, hierba tradicionalmente utilizada como un tratamiento de la fiebre. Aunque la mayoría de las hierbas de la Medicina tradicional china se hierven a alta temperatura, que puede dañar el ingrediente activo en Artemisia annua, una fuente tradicional dice que esta hierba debe procesarse en agua fría; a partir de esto, los científicos descubrieron que se obtiene un extracto mejor mediante el uso de un método de extracción a base de éter a baja temperatura, y añadiendo procesos de desintoxicación y purificación se podría crear un fármaco con suficiente ingrediente activo para ser eficaz.
La artemisinina es una lactona sesquiterpénica con un puente endoperóxido y se ha producido semi-sintéticamente como medicamento contra la malaria. La eficacia de un té hecho de A. annua en el tratamiento de la malaria es discutible. Según algunos autores, artemisinina no es soluble en agua y las concentraciones en estas infusiones se consideran insuficientes para tratar la enfermedad. En 2004, el Ministerio de Salud etíope cambió el primer fármaco antimalaria usado en Etiopía de sulfadoxina/pirimetamina (Fansidar), que tiene una tasa del 36% de fracaso en el tratamiento, a artemeter/lumefantrina (Coartem), un fármaco que contiene artemisinina, una terapia que es 100% eficaz cuando se usa correctamente, a pesar de la escasez en todo el mundo, en el momento del derivado necesario de A . annua. Una revisión en 2012, afirmó que los remedios basados en la artemisinina son los fármacos más eficaces para el tratamiento de la malaria. Una nueva revisión en 2013 sugirió que aunque Artemisia annua puede no causar hepatotoxicidad, toxicidad hematológica, o hiperlipidemia, debe ser usada con precaución durante el embarazo debido a un riesgo potencial de embriotoxicidad en una dosis alta.
A pesar de los esfuerzos globales en la lucha contra la malaria, sigue siendo una gran carga para la población, especialmente en las regiones tropicales y subtropicales. A pesar de que la OMS recomienda los remedios a base de artemisinina para el tratamiento de la malaria no complicada, la resistencia a la artemisinina ya no puede ser ignorada. La causas que afectaron la aparición de resistencia a la artemisinina incluyen, por ejemplo, el uso de remedios a base de artemisinina. Alentar el uso de las alternativas a base de hierbas está en el punto de mira, sin embargo la única solución indeleble para la erradicación de la malaria sería la creación de un programa de vacunación efectivo. La aparición de resistencia a la artemisinina se ha identificado en Camboya y la frontera de Tailandia. Probablemente se extienda a otras zonas endémicas de todo el mundo en un futuro inminente. A partir de 2013, parece que el agente patógeno de la malaria se ha convertido poco a poco en resistente a los medicamentos a base de artemisinina.
Asma
Los experimentos con animales mostraron que el artesunato, un derivado sintético de la artemisinina, tiene propiedades anti-alérgicas, inhibiendo la degranulación de los mastocitos. Esto convierte al artesunato en un candidato para el tratamiento del asma alérgica. Un estudio metabolómico animal refuerza aún más esta esperanza.
Mecanismo
El mecanismo de acción de la artemisinina implica la escisión del puente endoperóxido de hierro, con la producción de radicales libres que dañan las macromoléculas biológicas que causan estrés oxidativo en las células del parásito. La malaria es causada por apicomplexanos, principalmente de Plasmodium falciparum, que residen en gran medida en las células rojas de la sangre y contienen en sí mismos hemogrupos ricos en hierro (en forma de hemozoin).
La investigación de fármacos del cáncer
Se están investigando productos sintéticos derivados de la artemisinina para su uso potencial como medicamentos contra el cáncer.

## Taxonomía
Artemisia annua fue descrita por Carlos Linneo y publicado en Species Plantarum 2: 847–848. 1753.
Etimología
Hay dos teorías en la etimología de Artemisia: según la primera, debe su nombre a Artemisa, hermana gemela de Apolo y diosa griega de la caza y de las virtudes curativas, especialmente de los embarazos y los partos. según la segunda teoría, el género fue otorgado en honor a Artemisia II, hermana y mujer de Mausolo, rey de la Caria, 353-352 a. C., que reinó después de la muerte del soberano. En su homenaje se erigió el Mausoleo de Halicarnaso, una de las siete maravillas del mundo. Era experta en botánica y en medicina.
annua: nombre latino que significa "anual".
Sinonimia
- Artemisia chamomilla C.Winkl.[28]